# Det Danske Institut i Athen
Det Danske Institut i Athen er en selvejende institution under Uddannelses- og Forskningsministeriet. Det er oprettet i 1992 og et af de tre danske udlandsinstitutter for kunst og videnskab. Ud over instituttet i Athen er der to andre i henholdsvis Rom og Damaskus. Instituttet har til formål "at fremme forskning, undervisning og kulturformidling inden for Grækenlands og Middelhavslandenes arkæologi, historie, sprog, litteratur, billedkunst, arkitektur og kulturtraditioner". Den nuværende direktør er arkæologen Sanne Hoffmann.
Tidligere direktører:
- Søren Dietz (1993-1997)
- Signe Isager (1997-2000)
- Jørgen Mejer (2001-2003)
- Erik Hallager (2004-2010)
- Rune Frederiksen (2010–2015)
- Kristina Winther-Jacobsen (2015-2020)
- Mogens Pelt (2020-2024)
- Sanne Hoffmann (Siden 2024)